# Olszewo-Cechny
Olszewo-Cechny – wieś sołecka w Polsce położona w województwie mazowieckim, w powiecie ostrowskim, w gminie Andrzejewo.
| SIMC    | Nazwa   | Rodzaj    |
| ------- | ------- | --------- |
| 0394714 | Cechny  | część wsi |
| 0394720 | Olszewo | część wsi |

W latach 1975–1998 miejscowość położona była w województwie łomżyńskim.
Wierni Kościoła rzymskokatolickiego należą do parafii Wniebowzięcia Najświętszej Maryi Panny w Andrzejewie.